# Олександрівська бухта
Олекса́ндрівська бухта (крим. Oleksandrivska körfezi) — частина Севастопольської бухти, відокремлена Олександрівським мисом від Мартинової бухти і Кришталевим мисом від Кришталевої бухти.
Тут знаходиться найстаріший яхт-клуб Севастополя, заснований в 1809 році. У 1845 році на Олександрівському мису була побудована Олександрівська батарея, зруйнована під час першої оборони Севастополя.